# Get Wet
Get Wet es el álbum debut de la banda estadounidense de música electrónica Krewella. Fue lanzado el 24 de septiembre de 2013 por Columbia Records. Cuenta con sus dos sencillos principales, "Alive" y "Live for the Night", los cuales lograron ingresar en el Billboard Hot 100 alcanzando el número 32 y número 100, respectivamente. Además incluye la colaboración de artistas como Patrick Stump, Travis Barker y del dúo de dubstep Pegboard Nerds.

## Lista de canciones
| Edición estándar |                                                              |                                   |          |  |
| N.º              | Título                                                       | Colaboradores                     | Duración |  |
| 1.               | «Live for the Night»                                         |                                   | 3:26     |  |
| 2.               | «We Go Down»                                                 |                                   | 3:05     |  |
| 3.               | «Come & Get It»                                              |                                   | 3:25     |  |
| 4.               | «Enjoy the Ride»                                             |                                   | 3:31     |  |
| 5.               | «We Are One»                                                 |                                   | 4:36     |  |
| 6.               | «Dancing with the Devil» (con Patrick Stump y Travis Barker) | SAVOY                             | 3:58     |  |
| 7.               | «Alive»                                                      |                                   | 4:48     |  |
| 8.               | «Pass the Love Around»                                       | SmarterChild                      | 3:18     |  |
| 9.               | «Ring of Fire»                                               |                                   | 4:23     |  |
| 10.              | «Human»                                                      |                                   | 3:15     |  |
| 11.              | «Killin' It»                                                 |                                   | 3:26     |  |
| 12.              | «This is Not the End» (con Pegboard Nerds)                   | Alexander Odden, Michael Parsberg | 3:53     |  |

| iTunes bonus tracks |                                         |               |          |  |
| N.º                 | Título                                  | Colaboradores | Duración |  |
| 13.                 | «Lights and Thunder» (con Gareth Emery) | Gareth Emery  | 4:42     |  |
| 14.                 | «Enjoy the Ride» (Acoustic Version)     |               | 3:28     |  |